# Marlborough (1876)
El Marlborough fue un velero mercante de dos cubiertas construido en hierro que desapareció en 1890. Fue construido por la firma Robert Duncan and Co., Port Glasgow y botado en 1876. Dirigido por primera vez por James Galbraith para Albion Shipping Company, fue registrado en 1880 como propiedad de John Leslie de Londres, mientras continuaba operando dentro de la flota de la Albion Line. El Marlborough desapareció durante un viaje en enero de 1890 y no volvió a ser visto ni oído nada de él. Las búsquedas e investigaciones no han arrojado nada concluyente y se desconoce el destino final del barco y el de su tripulación.

## Desaparición
El 11 de enero de 1890, el Marlborough partió de Lyttleton, Nueva Zelanda con destino a Londres, con un cargamento de carne congelada y lana, con una tripulación de veintinueve hombres y una pasajera (la señora W. B. Anderson). Dos días después, el capitán Gordon de uno de los barcos de J. J. Craig, el Falkland Hill, habló con el navío. Después de este encuentro se perdió todo contacto. Como después de una larga espera no se supo nada de él, se hizo una investigación sobre su estado cuando zarpó, donde se demostró que el cargamento estaba debidamente estibado y el barco bien cimentado y en buen estado para el viaje. Después de algunos meses, el barco fue declarado "desaparecido" en Lloyd's y la opinión general fue que el barco había sido hundido por los icebergs que se encontraban frecuentemente cerca del Cabo de Hornos.
El RMS Rimutaka informó que había grandes cantidades de hielo en el Océano Austral entre la isla Chatham y el Cabo de Hornos cuando navegó por la zona entre principios y mediados de febrero. Esto fue al mismo tiempo que el Marlborough habría estado en las cercanías. El capitán Herd del Marlborough era conocido por navegar bien hacia el sur porque la distancia más corta entre Lyttleton y el Cabo de Hornos, utilizando la navegación de círculo máximo, se encuentra parcialmente dentro del círculo polar antártico y aproximadamente hasta 68 grados sur en el punto más al sur.
Se han observado icebergs antárticos de tamaño significativo al menos hasta 50 grados sur en el Océano Pacífico, lo que se encuentra dentro de las rutas de navegación de la época. El Cabo de Hornos está situado a 56 grados sur.
Alex Carson, aprendiz de barco en el Marlborough, debía haber navegado en este viaje, pero cayó enfermo antes de que el barco zarpara. Su enfermedad efectivamente le salvó la vida.

## Destino de su barco compañero de flota: elDunedin
El Dunedin zarpó hacia Londres dos meses después que el Marlborough, el 19 de marzo de 1890. También desapareció sin dejar rastro, y también se especuló que chocó con un iceberg.